# Lumiar
Lumiar é uma freguesia portuguesa do município de Lisboa, com 6,57 km² de área e 46 334 habitantes (censo de 2021). A sua densidade populacional é 7 052,4 hab./km²..
Pertence à Zona Norte da capital.

## História
Foi criada a 2 de abril de 1266. Em 1312, D. Dinis efetua a partilha dos bens do Conde de Barcelos, ficando para D. Afonso Sanches, seu filho bastardo e genro do Conde, uma quinta e casa de Campo no Lumiar, a que se passou a chamar Paços do Infante D. Afonso Sanches. No reinado de D. Afonso IV, esta residência nobre adquire a designação de Paço do Lumiar, a qual ainda hoje se mantém.
No inicio do século XVIII, era definido o Lumiar como "um sítio de nobres quintas, olivais e vinhas", sendo os principais frutos da terra o vinho, o trigo, a cevada e o azeite.
Desde os princípios do século XIX que a população da freguesia tem tido progressivo aumento.
De 1852 a 1886, esta freguesia esteve integrada no concelho dos Olivais, sendo finalmente incorporada no território da Cidade de Lisboa, em 18 de julho de 1885.
No século XX, assiste-se na freguesia a um forte aumento populacional - 2.840 habitantes em 1900 para mais de 30.000 em 2000, tendo a antiga aldeia perdido, nas últimas décadas, quase definitivamente as suas características, com os diversos parques habitacionais. A grande aposta actual é o bairro da Alta de Lisboa.
No século XXI foi inaugurado, no dia 10 de Outubro de 2007, o último troço do Eixo Norte-Sul, facilitando o trânsito de toda a capital portuguesa.
A freguesia do Lumiar é servida pelo parque recreativo Quinta das Conchas e dos Lilases.

## Património
- Conjunto urbano da Quinta da Musgueira
- Conjunto da Quinta do Monteiro-Mor, integrado pelo Palácio do Monteiro-Mor, Museu Nacional do Teatro e da Dança, Museu Nacional do Traje e Jardim Botânico do Lumiar
- Conjunto do Paço do Lumiar integrado pela Quinta dos Azulejos, Quinta das Hortênsias, Quinta do Marquês de Angeja, Quinta do Monteiro-Mor e Capela de São Sebastião.
- Quinta Alegre ou Palácio do Marquês do Alegrete (palácio, jardins, construções e elementos decorativos)
- Tóbis Portuguesa S.A
- Igreja Paroquial do Lumiar
- Igreja Paroquial de Nossa Senhora do Carmo – Alto do Lumiar
- Chafariz do Boneco - Largo de Júlio de Castilho
- Convento de Santa Brígida
- Convento de Nossa Senhora das Portas do Céu
- Villa Sousa (Prémio Valmor 1912 - Arqº Manuel Norte Júnior)

## Demografia
A população registada nos censos foi:
Nota: Nos anos de 1864 e 1878 pertencia ao extinto concelho dos Olivais. Os seus limites foram fixados pela Lei n.º 56/2012, de 8 de novembro.
| Ano  | 0-14 Anos | 15-24 Anos | 25-64 Anos | > 65 Anos |
| 2001 | 6069      | 5464       | 21407      | 4753      |
| 2011 | 6329      | 4535       | 23641      | 6658      |
| 2021 | 6790      | 5154       | 24701      | 9689      |

## Bairros
- Alta de Lisboa - novo bairro criado como um projecto imobiliário ambicioso que inclui os antigos bairros da Musgueira norte e sul e Calvanas.
- Paço do Lumiar
- Telheiras
- Cruz Vermelha - criado originalmente para realojar os desalojados das cheias na zona de Odivelas em 1967.

## Eleições

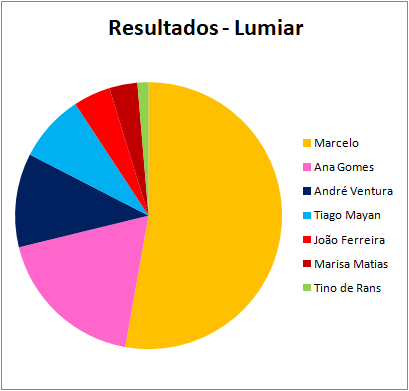
Resultados das eleições presidenciais de 2021 no Lumiar

### Eleições presidenciais[7]
| Candidato       | Candidato               | Votos  | %               |
| --------------- | ----------------------- | ------ | --------------- |
|                 | Marcelo Rebelo de Sousa | 12 492 | 52,82 / 100,00  |
|                 | Ana Gomes               | 4 347  | 18,38 / 100,00  |
|                 | André Ventura           | 2 689  | 11,37 / 100,00  |
|                 | Tiago Mayan Gonçalves   | 1 936  | 8,19 / 100,00   |
|                 | João Ferreira           | 1 061  | 4,49 / 100,00   |
|                 | Marisa Matias           | 807    | 3,14 / 100,00   |
|                 | Vitorino Silva          | 319    | 1,35 / 100,00   |
| Votos Inválidos | Votos Inválidos         |        | 1,66 / 100,00   |
| Total           | Total                   | 23 651 | 100,00 / 100,00 |
| Abstenção       | Abstenção               |        | 38,74 / 100,00  |

### Eleições legislativas[8]
| Data | %       | %     | %    | %      | %       | %     | %    | %    | %    | %    | %         | %    | %      | %    | %     | %    | %    | %    | %    | %    | %    | %    |
| Data | PPD/PSD | PS    | B.E. | CDS-PP | PCP-PEV | IL    | PAN  | L    | A    | CH   | PCTP/MRPP | ADN  | R.I.R. | NC   | PNR/E | MPT  | PURP | PPM  | PDR  | MAS  | VP   | PTP  |
| 2019 | 30,78   | 29,82 | 7,70 | 6,82   | 5,35    | 5,22  | 3,68 | 3,00 | 1,68 | 1,25 | 0,40      | -    | 0,27   | 0,25 | 0,25  | 0,19 | 0,17 | 0,11 | 0,09 | 0,05 | -    | 0,05 |
| 2022 | 33,67   | 30,68 | 3,64 | 2,55   | 3,52    | 13,31 | 1,72 | 3,88 | 0,05 | 4,72 | 0,21      | 0,20 | 0,19   | 0,05 | 0,05  | 0,08 | -    | -    | -    | 0,09 | 0,16 | 0,02 |

### Eleições autárquicas (assembleia de freguesia)[9][10]
| Data | %                      | M                      | %     | M  | %     | M    | %              | M              | %       | M       | %       | M       | %    | M  | %    | M    | %    | M  | %    | M   | %    | M    | %       | M       |
| Data | PPD/PSD.CDS-PP.MPT.PPM | PPD/PSD.CDS-PP.MPT.PPM | PS    | PS | PS.L  | PS.L | CDS-PP.MPT.PPM | CDS-PP.MPT.PPM | PPD/PSD | PPD/PSD | PCP-PEV | PCP-PEV | IL   | IL | B.E. | B.E. | CH   | CH | PAN  | PAN | PURP | PURP | PDR.JPP | PDR.JPP |
| ---- | ---------------------- | ---------------------- | ----- | -- | ----- | ---- | -------------- | -------------- | ------- | ------- | ------- | ------- | ---- | -- | ---- | ---- | ---- | -- | ---- | --- | ---- | ---- | ------- | ------- |
| 2017 | -                      | -                      | 40,38 | 9  | -     | -    | 19,01          | 4              | 18,78   | 4       | 8,26    | 1       | -    | -  | 6,55 | 1    | -    | -  | -    | -   | 0,97 | 0    | 0,46    | 0       |
| 2021 | 41,43                  | 9                      | -     | -  | 27,09 | 6    | -              | -              | -       | -       | 8,67    | 1       | 6,60 | 1  | 5,19 | 1    | 4,61 | 1  | 3,18 | 0   | -    | -    | -       | -       |

## Equipamentos culturais
- Biblioteca Municipal Orlando Ribeiro
- Museu Nacional do Traje
- Museu Nacional do Teatro e da Dança
- Espaço de Exposições Lumiar Cité

## Parques e Jardins
- Quinta das Conchas e dos Lilases
- Parque do Monteiro-Mor
- Parque do Vale Grande
- Jardim Quinta da Paz

## Hospitais
- Hospital das Forças Armadas
- Hospital Pulido Valente
- Centro de Saúde do Lumiar

## Colectividades
- Sporting Clube de Portugal
- Associação Juvenil IGNISTUNA - Tuna Académica do Lumiar
- Academia Musical 1.º de Junho
- Academia Musical Joaquim Xavier Pinheiro
- Academia União Familiar de Telheiras
- Académico Clube de Ciências
- Associação de Cultura e Recreio da Musgueira Norte.
- Associação Popular do Lumiar
- Associação de Residentes de Telheiras
- Associação Sociocultural "A Festa"
- Associação Sociocultural Recreativa e Desportiva da Mugueira Sul
- Atlético Clube da Musgueira Sul
- Centro Cultural Quinta de Nossa Senhora da Luz
- Clube Ténis Paço Lumiar
- Grupo Recreativo e Desportivo Bairro da Cruz Vermelha
- Grupo Desportivo das Calvanas
- Grupo Desportivo e Recreativo Tunelense e Grupo Recreativo
- Associação de Moradores do bairro da Cruz Vermelha no Lumiar

## Escolas

### Públicas
- Agrupamento de Escolas do Alto do Lumiar
  - Escola 34 e J.I. Musgueira Norte
  - Escola 2/3 D. José I
  - Escola 91 e J.I. Bairro da Cruz Vermelha
  - Escola das Galinheiras e J.I. das Galinheiras
  - Escola Maria da Luz de Deus Ramos e J.I.
- Agrupamento de Escolas de Telheiras
  - Escola básica do 1.º ciclo N.º 57
  - Escola básica do 1.º ciclo do Alto da Faia
  - Escola Básica 2,3 de Telheiras
- Agrupamento de Escolas Professor Lindley Cintra
  - Escola básica do 1.º ciclo N.º 31
  - Escola Básica 2,3 Professor Lindley Cintra
  - Jardim de Infância da Ameixoeira
  - Escola básica do 1.º ciclo N.º 109 Eurico Gonçalves
  - Escola Básico do 1.º e 2.º ciclos N.º 204 - Centro de Paralisia Cerebral
  - Escola Secundária do Lumiar
  - Associação de Pais e Encarregados de Educação do Agrupamento de Escolas do Alto do Lumiar

### Privadas
- Instituto Superior de Gestão
- Instituto Superior de Educação e Ciências
- Instituto Superior de Tecnologias Avançadas
- Colégio de São João de Brito
- Colégio Planalto
- Colégio Manuel Bernardes
- Colégio de Santa Doroteia
- Colégio de S. Tomás
- Escola Profissional Gustave Eiffel
- Real Colégio de Portugal

## Transportes públicos
O Lumiar é servido por diversas modalidades de transportes públicos. O interface do Campo Grande é um dos principais centros de transferência entre transportes públicos de Lisboa entre duas linhas de Metro (Amarela e Verde), carreiras de autocarros de várias companhias com destinos diversos e táxis.

### Metropolitano
É servida pelas seguintes linhas (e estações) do Metropolitano de Lisboa:
- Linha Verde
  - Telheiras
  - Campo Grande
- Linha Amarela
  - Lumiar
  - Quinta das Conchas
  - Campo Grande

### Autocarros
É servido por várias carreiras de autocarros da Carris e da Carris Metropolitana.

## Arruamentos

Ajustes, ocorridos em 2012, aos limites da freguesia do Lumiar.

A freguesia do Lumiar foi uma das mantidas aquando da reorganização administrativa da cidade de Lisboa, sofrendo apenas pequenos ajustes nos limites com as freguesias vizinhas.
A freguesia contém 259 arruamentos. São eles:
- Alameda da Música
- Alameda da Quinta de Santo António
- Alameda das Linhas de Torres[nota 1]
- Alameda Mahatma Gandhi
- Alameda Roentgen[nota 2]
- Avenida Álvaro Cunhal
- Avenida Carlos Paredes
- Avenida das Nações Unidas[nota 2]
- Avenida David Mourão-Ferreira
- Avenida Eugénio de Andrade[nota 3]
- Avenida General Norton de Matos[nota 4]
- Avenida Marechal Craveiro Lopes[nota 5]
- Avenida Maria Helena Vieira da Silva
- Avenida Nuno Krus Abecasis[nota 6]
- Avenida Padre Cruz[nota 1]
- Avenida Rainha Dona Amélia
- Avenida Rainha Dona Leonor
- Avenida Santos e Castro[nota 7]
- Avenida Ventura Terra
- Azinhaga da Cidade[nota 6]
- Azinhaga da Fonte Velha
- Azinhaga da Musgueira
- Azinhaga da Torre do Fato[nota 2]
- Azinhaga das Galhardas[nota 1]
- Azinhaga das Lajes
- Azinhaga das Travessas
- Azinhaga de Entremuros
- Azinhaga do Frade
- Azinhaga do Jogo da Bola
- Azinhaga do Poço de Baixo
- Azinhaga do Porto
- Azinhaga dos Lameiros[nota 2]
- Azinhaga dos Ulmeiros
- Calçada de Carriche[nota 6]
- Calçada do Picadeiro
- Calçada do Poço[nota 6]
- Campo Grande[nota 8]
- Estrada da Ameixoeira[nota 6]
- Estrada da Torre
- Estrada de Telheiras
- Estrada do Desvio[nota 6]
- Estrada do Lumiar
- Estrada do Paço do Lumiar[nota 2]
- Jardim Prof. António de Sousa Franco
- Jardim Prof. Francisco Caldeira Cabral
- Largo D. João, Príncipe de Cândia
- Largo das Conchas
- Largo de São João Baptista
- Largo de São João da Mata
- Largo de São Sebastião
- Largo do Paço
- Largo do Poço
- Largo Gérard Castello-Lopes
- Largo Júlio de Castilho
- Largo Luís Chaves
- Largo Luiz Francisco Rebello
- Largo Michel'Angelo Lambertini
- Largo Padre Augusto Gomes Pinheiro
- Largo República da Turquia
- Largo Willy Brandt
- Passeio Artur Agostinho
- Praça Bernardino Machado
- Praça Prof. Rodrigues Lapa
- Praça Rainha Dona Filipa
- Praça Rainha Santa
- Praceta da Quinta do Guarda-Mor
- Praceta Prof. António José Saraiva
- Praceta Professor Gonçalves Ferreira
- Praceta Professor José Conde
- Rotunda António Dias Lourenço
- Rotunda Coronel Vítor Alves
- Rotunda Nelson Mandela
- Rotunda Visconde de Alvalade
- Rua Abel Salazar
- Rua Actor António Silva
- Rua Actor Epifânio[nota 6]
- Rua Adriana de Vecchi
- Rua Agostinho Neto
- Rua Aldo Moro
- Rua Alexandre Cabral
- Rua Alexandre Ferreira
- Rua Alfredo Trindade
- Rua Amarelhe
- Rua Amílcar Cabral
- Rua André de Gouveia
- Rua António Champalimaud[nota 2]
- Rua António do Couto
- Rua António Livramento
- Rua António Lopes Ribeiro
- Rua António Quadros
- Rua António Stromp
- Rua Aristides de Sousa Mendes[nota 2]
- Rua Arminda Correia
- Rua Armindo Rodrigues
- Rua Arnaldo Ferreira
- Rua Belo Marques
- Rua Brito Camacho
- Rua Carlos Veiga Pereira
- Rua Carvalhão Duarte
- Rua César de Oliveira
- Rua Cipriano Dourado
- Rua Comandante Fontoura da Costa[nota 6]
- Rua Cordeiro Ferreira
- Rua da Castiça
- Rua da Quinta das Conchas
- Rua da Quinta dos Frades
- Rua da República do Paraguai
- Rua da Tobis Portuguesa
- Rua Daciano Costa
- Rua Daniel Santa Rita
- Rua das Murtas[nota 1]
- Rua de São Bento Menni
- Rua Direita ao Lumiar
- Rua do Alqueidão
- Rua do Alto dos Alcoutins
- Rua do Lumiar
- Rua do Rio Zêzere[nota 2]
- Rua Dr. Henrique Martins Gomes
- Rua Duarte Vidal
- Rua Eduardo Covas[nota 6]
- Rua Embaixador Martins Janeira
- Rua Enrico Berlinguer
- Rua Ernesto Costa
- Rua Esquerda
- Rua Fernando Curado Ribeiro
- Rua Fernando Lopes
- Rua Fernando Lopes Graça
- Rua Fernando Namora[nota 2]
- Rua Fernando Vaz
- Rua Ferrer Trindade
- Rua Filipe Duarte
- Rua Formosinho Sanchez
- Rua Francine Benoit
- Rua Francisco da Conceição Silva
- Rua Francisco Stromp
- Rua Frederico George
- Rua Garcia de Resende
- Rua General Vasco Gonçalves
- Rua Helena Vaz da Silva
- Rua Hermano Neves
- Rua Hermínio Monteiro
- Rua Irisalva Moita
- Rua Isaac Rabin
- Rua Isabel Magalhães Colaço
- Rua Jaime Lopes Dias
- Rua João Lobo Antunes
- Rua Joaquim Agostinho
- Rua Joaquim Rodrigo
- Rua Jorge Segurado
- Rua José Cardoso Pires
- Rua José da Costa Pedreira
- Rua José de Mello e Castro
- Rua José Escada
- Rua José Galhardo
- Rua José Pedro Machado
- Rua José Pontes
- Rua José Travassos
- Rua José Vilhena
- Rua Konrad Adenauer
- Rua Ladislau Patrício
- Rua Leopoldo de Almeida
- Rua Luís de Freitas Branco
- Rua Luís Pastor de Macedo
- Rua Luís Piçarra
- Rua Manuel Costa e Silva
- Rua Manuel da Silva
- Rua Manuel Guimarães
- Rua Manuel Marques
- Rua Maria Albertina
- Rua Maria Alice
- Rua Maria Carlota
- Rua Maria do Carmo Torres
- Rua Maria José da Guia
- Rua Maria José Estanco[nota 2]
- Rua Maria Margarida
- Rua Mário Castrim
- Rua Mário Dionísio
- Rua Mário Eloy
- Rua Mário Sampaio Ribeiro
- Rua Maurício de Vasconcelos
- Rua Mestre Querubim Lapa
- Rua Moita Macedo
- Rua Nóbrega e Sousa
- Rua Nuno Teotónio Pereira
- Rua Odette Ferreira
- Rua Padre Manuel Antunes
- Rua Pedro Bandeira
- Rua Pedro Bandeira Freire
- Rua Pedro de Queirós Pereira
- Rua Pena Monteiro
- Rua Pina Bausch
- Rua Poeta Bocage[nota 2]
- Rua Prof. Aires de Sousa
- Rua Prof. Alfredo de Sousa
- Rua Prof. Armindo Monteiro
- Rua Prof. Arsénio Cordeiro
- Rua Prof. Barbosa Sueiro
- Rua Prof. Bento de Jesus Caraça
- Rua Prof. Carlos Teixeira
- Rua Prof. Damião Peres
- Rua Prof. Delfim Santos
- Rua Prof. Dias Amado
- Rua Prof. Eduardo Cortesão
- Rua Prof. Fernando da Fonseca
- Rua Prof. Fernando de Mello Moser
- Rua Prof. Francisco Lucas Pires
- Rua Prof. Georges Zbyszewski
- Rua Prof. Henrique Vilhena
- Rua Prof. Hernâni Cidade
- Rua Prof. João Barreira
- Rua Prof. João Cândido de Oliveira
- Rua Prof. João de Castro Mendes
- Rua Prof. Jorge Campinos[nota 2]
- Rua Prof. José Pinto Correia[nota 6]
- Rua Prof. Luís da Cunha Gonçalves[nota 2]
- Rua Prof. Luís Reis Santos
- Rua Prof. Manuel Cavaleiro de Ferreira
- Rua Prof. Manuel Valadares
- Rua Prof. Mário Chicó
- Rua Prof. Mário de Albuquerque
- Rua Prof. Mark Athias
- Rua Prof. Moisés Amzalak
- Rua Prof. Moniz Pereira
- Rua Prof. Paulo Merêa
- Rua Prof. Prado Coelho
- Rua Prof. Pulido Valente
- Rua Prof. Queiroz Veloso
- Rua Prof. Simões Raposo
- Rua Prof. Veiga Ferreira
- Rua Prof. Vieira de Almeida
- Rua Prof.ª Virgínia Rau
- Rua Prof. Vítor Fontes
- Rua Professor Armando Santos Ferreira
- Rua Professor César Oliveira
- Rua Professor Eduardo Araújo Coelho
- Rua Professor Francisco Gentil
- Rua Professor Manuel Viegas Guerreiro
- Rua Professor Orlando Ribeiro
- Rua Professor Pinto Peixoto
- Rua Professor Salazar de Sousa
- Rua Professor Xavier Morato
- Rua Rainha Dona Luísa de Gusmão
- Rua Raúl Mesnier Du Ponsard
- Rua Raúl Nery
- Rua Rúben Cunha
- Rua Shegundo Galarza
- Rua Silva Tavares
- Rua Snu Abecassis
- Rua Teófilo Carvalho dos Santos
- Rua Tomás Del Negro
- Rua Ventura Abrantes
- Rua Victor Cunha Rego[nota 6]
- Rua Virgínia Vitorino
- Rua Vítor Damas
- Travessa Coutinho
- Travessa do Alqueidão
- Travessa do Canavial
- Travessa do Morais